# Mar-Keys
The Mar-Keys is een Amerikaanse soulband, oorspronkelijk uit Memphis, Tennessee, opgericht in 1958. Het was de eerste studiosessieband voor Stax Records. Zij vormden de basis voor het typische Memphis soul geluid in het begin van de jaren zestig. De groep bestond uit: Steve Cropper (gitaar), Charlie Freeman (gitaar), Donald Dunn (basgitaar), Jerry Lee "Smoochie" Smith (saxofoon), Charles "Packy" Axton (tenorsax), Don Nix (saxofoon), Terry Johnson (piano) en Wayne Jackson (trombone en trompet).

## Geschiedenis
De groep begon in 1958 op de Messick High School onder de naam the Royal Spades. In de jaren' 60 begonnen ze samen met Rufus Thomas en Carla Thomas en andere muzikanten van Satellite Records liedjes op te nemen als studio sessiegroep voor dit label. De oprichters van deze platenmaatschappij waren respectievelijk de moeder (Estelle Axton) en de oom (Jim Stewart) van Charles Axton. Ze veranderden hun naam van The Royal Spades in The Mar-Keys en scoorden hun eerste -en enige- instrumentale hit Last Night in 1961. De Mar-Keys was een variatie op het woord 'tent'(marquee), verwijzend naar de tent buiten de Stax studio's.
Toen Satellite Records de naam veranderde in Stax Records werden The Mar-Keys de eerste studio sessieband van deze platenmaatschappij, hoewel ze zelf ook singles bleven uitbrengen zoals Pop-Eye Walk, After Morning en Philly Dog. De groep kreeg langzamerhand andere bandleden: Wayne Jackson, Andrew Love en Joe Arnold gingen meespelen en af en toe kwamen Booker T. Jones en Isaac Hayes de band vergezellen in de studio. Nadat ze in de studio muziek hadden gespeeld en hadden getoerd met Sam & Dave, Wilson Pickett, Eddie Floyd, Otis Redding en andere grote namen van Stax Records ging de groep in 1971 officieel uit elkaar.
Steve Cropper en Duck Dunn gingen spelen bij Booker T. & the M.G.'s als sessiegroep in de studio van Stax Records totdat ze gingen toeren met de The Blues Brothers Band in 1978.
Packy Axton, vormde zijn eigen groep the Packers die een hit in 1965 hadden met Hole In The Wal In 1976 stierf Axton aan kanker. In de jaren 60 hadden Wayne Jackson en Andrew Love een eigen groep met de naam The Memphis Horns.
Don Nix begon een solocarrière en produceerde platen voor Freddie King, Jeff Beck en Sport Lewi.

## Discografie

### Albums
| Album met eventuele hitnotering(en) in de Nederlandse Album Top 100 | Datum van verschijnen | Datum van binnenkomst | Hoogste positie | Aantal weken | Opmerkingen |
| ------------------------------------------------------------------- | --------------------- | --------------------- | --------------- | ------------ | ----------- |
| The Last Night!                                                     | 1961                  | -                     |                 |              |             |
| The Great Memphis Sound                                             | 1968                  | -                     |                 |              |             |